# Pedro César de Meneses
Pedro César de Meneses (? - 1666) foi um político e militar português Governador e Capitão-General de Angola 18 de Outubro de 1639 até 1641, altura da invasão da então colónia portuguesa pelos holandeses e de 1641 - Outubro de 1645 em oposição aos já referidos invasores.